# 다이고 코타로
다이고 코타로(醍醐虎汰朗, 2000년 9월 1일 ~ )는 일본의 배우, 성우이다.

## 개인 신상

### 신체 및 정보
- A형
- 키 167cm
- 용띠, 처녀자리

### 인물
- 취미는 게임, 골프, 런닝, 가라테, 요리, 애니 시청이며, 특기는 축구, 수영, 복싱이다.
- 만화책을 읽는 속도가 굉장히 빠르며, 하루에 30권을 독파한 적도 있다.
- 배우로서 이토 히데아키와 오구리 슌을 존경하고 있다.
- 2019년 영화 《봉오동 전투》에 출연하여 한국에서 인기가 많아졌으며, SNS 댓글에 일본어보다 한국어가 더 많은 배우로 알려져 있다.
- 2021년 영화 《태양은 움직이지 않는다》에서 한국 배우 변요한의 아역을 맡았다.

### 약력
- 중학교 축구부를 은퇴한 후 이전부터 연예계를 동경하고 있었기 때문에 A-Light에 오디션을 봐 배우 활동을 시작한다.[1][2]

- 2017년 무대 《겁쟁이 페달 신 인터하이편 ~스타트라인~》의 일반 공모 오디션에 합격하여 주인공 오노다 사카미치 역을 맡았다.[3]

- 2019년 공개된 신카이 마코토 감독의 장편 애니메이션 영화 《날씨의 아이》에서 주인공 모리시마 호다카의 목소리 연기를 하였다.[4]

- 2020년 제14회 성우 어워드에서 신인 남우상을 수상하였다.
- 2022년 공식 사이트 겸 팬클럽을 개설하였다.

## 배우 활동
주연 작품은 굵게 표시함.

### 영화
- 오빠에게 너무 사랑받아서 곤란해요 (2017년 6월 30일, 쇼치쿠) - 야마다 선배 역
- 세븐틴 모터스 (2019년 6월 2일) - 이토 료타 역
- 봉오동 전투 (2019년 8월 7일, 쇼박스) - 유키오 역
- 샤나왕 에도의 캔디3 (2019년 11월 22일, Tollywood) - 오오히메 역
- 등대의 아이 (2019년 11월 29일, and pictures) - 미나토 역
- #핸드전력 (2020년 7월 31일, 엘레펀트 하우스) - 오카모토 역
- 우주에서 가장 밝은 지붕 (2020년 9월 4일 개봉예정, KADOKAWA) - 사사가와 마코토 역
- 우주에서 가장 상냥한 시간 (2020년 9월 18일, au 프리미엄) - 사사가와 마코토 역
- 어차피, 사랑이야 -Short Film- (2020년 12월 11일, SORANE) - 아오토 역
- 닿아라 라디오 ~우리들의 비 내리는 Days~ (2021년 2월 11일, 로손 엔터테인먼트) - 짐 역
- 태양은 움직이지 않는다 (2021년 3월 5일, 워너 브라더스) - 데이비드 김 (소년기) 역
- 바이플레이어즈 ~만약 100명의 명조연이 영화를 만든다면~ (2021년 4월 9일, 토호) - 다이고 코타로 역
- 어제보다 빨갛게 내일보다 파랗게 -CINEMA FIGHTERS project- 「BLUE BIRD」 (2021년 11월 26일, LDH pictures) - 준 역
- 야구부에게 꽃다발을 (2022년 8월 11일) - 쿠로다 텟페이 역
- 신체 찾기 (2022년 10월 14일, 워너 브라더스) - 우라니시 쇼타 역
- 센과 치히로의 행방불명: 라이브 온 스테이지 (2022년 11월 16일, Hulu) - 하쿠 역 (공연)
- 여대 작은 골목의 명탐정 (2023년 10월 13일, 래빗하우스) - 히로나카 다이키 역
- OUT (2023년 11월 17일, KADOKAWA) - 탄자와 아츠시 역
- 사랑에 이르는 병 (2025년 10월 24일, ASMIK ACE) - 네즈하라 아키라 역
- 매치몬드 (개봉일 미정) - 토쿠라 미키오 역

### 드라마
- 오빠에게 너무 사랑받아서 곤란해요 (2017년 4월 13일 ~ 5월 11일, NTV) - 야마다 선배 역
- 먼저 태어났을 뿐인 나 (2017년 10월 14일 ~ 12월 16일, NTV) - 우메모토 미츠루 역
- 악당 ~가해자 추적 수사~ 1화 (2019년 5월 12일, WOWOW) - 사카가미 요이치 (소년기) 역
- 노기자카 시네마즈 ~STORY of 46~ 5화 (2019년 12월 25일, FOD) - 토야마 사토루 역
- 사랑은 계속될거야 어디까지나 5화 (2020년 2월 11일, TBS) - 네기시 신지 역
- 스위치 (2020년 6월 21일, TV아사히) - 코마즈키 나오 (소년기) 역
- 3명의 싱글 마더 ~멋진 인생 역전 이야기~ (2020년 10월 1일, 후지TV) - 미즈카와 쇼타 역
- 거친 계절의 남자들이여. (2020년 10월 27일, TSUTAYA 프리미엄) - 나카무라 에이타 역
- 콜드 케이스 ~진실의 문~ 시즌3 4화 (2020년 12월 26일, WOWOW) - 이마이 테츠야 역
- 바이플레이어즈 시즌3 ~명조연 숲의 100일간~ (2021년 1월 8일 ~ 3월 27일, TV도쿄) - 다이고 코타로 역
- 미래세기 SHIBUYA (2021년 11월 26일, hulu) - 카케루 역
- 날아올라라! 제36회 - 최종 (2022년 11월 22일 ~, NHK) - 요시다 타이세이 역
- 시가테라 (2023년 4월 8일 ~, TV도쿄) - 오기노 유스케 역
- 기묘한 이야기'23 여름 특별편 「시선」 (2023년 6월 17일, 후지테레비) - 시로 타쿠마 역
- Maybe 사랑이 들려 (2023년 10월 ~, TBS) - 아사쿠라 소타 역
- 가정부 미타조노 시즌6 5화 (2023년 10월 ~, TV아사히) - 코스기 타이치로 역
- D&D ~의사와 형사의 수사선~ 3화 (2024년 11월 1일, TV도쿄) - 타케무라 마사야 역
- 아리스 인 보더랜드 시즌3 (2025년 9월 25일, 넷플릭스) - 노부

### 버라이어티
- 통쾌TV 스캇토 재팬 (2019년 8월 12일, 후지TV)
- 아라요시 세미나 (2019년 7월 22일, NTV) - 게스트
- 세상에서 가장 받고 싶은 수업 (2019년 8월 10일, NTV) - 게스트
- 나카이 마사히로의 금요일날 스마일들에게 (2020년 2월 28일, TBS) - 게스트
- 세계를 한눈에! TV 특수부 (2021년 12월 20일, NTV) - 게스트

### 연극
- 겁쟁이 페달 - 오노다 사카미치 역
  - 신 인터하이편 ~스타트라인~ (2017년 2월 25일 ~ 3월 12일)
  - 신 인터하이편 ~히트업~ (2017년 10월 19일 ~ 10월 29일)
  - 신 인터하이편 ~하코네 학원 왕자복격 (더 킹덤)~ (2018년 3월 2일 ~ 3월 18일)
- 하이퍼 프로젝션 연극 『하이큐!!』 - 히나타 쇼요 역
  - 비상 (2019년 11월 1일 ~ 12월 15일)
  - 최강의 도전자 (2020년 3월 21일 ~ 5월 6일)
  - 쓰레기장의 결전 (2020년 10월 31일 ~ 12월 13일)
  - 정상의 풍경・2 (2021년 3월 20일 ~ 5월 9일)
- 센과 치히로의 행방불명 - 하쿠 역[5]
  - 2022년 2월 28일 ~ 2024년 6월 20일, 일본
  - 2024년 4월 30일 ~ 8월 24일, 영국 런던
  - 2024년 5월 27일 ~ 6월 20일, 일본
  - 2025년 7월 14일 ~ 8월 3일, 중국 상하이
  - 2026년 1월 7일 ~ 3월 22일, 한국 서울

### 라디오
- 다이고 코타로의 1・2・3 (2018년 7월, ONSTAGE) - 진행
- 올나이트 닛폰i (2019년 12월 ~ 2021년 9월, 닛폰 방송) - 진행
  - 후와샤키 남자회 (2019년 12월 9일 ~ 2021년 9월 16일)
  - 오샤베야 3주년 SP (2020년 7월 27일)
- JUMP OVER (2020년 7월 30일, 8월 6일, J-WAVE) - 게스트

### 뮤직비디오
- 후루타치 유타로 <책장을 넘기듯이> (2016년)
- MACO <사랑하는 눈동자> (2017년)
- 시미즈 쇼타 <416> (2020년)
- 소라네 <어차피, 사랑이야> (2020년)
- GReeeeN <SONG 4 U> (2022년)

### CM
- 동진 하이스쿨 「2016 전국 통일 고등학생 테스트」 (2016년)
- PARCO 「겨울의 그랜드 바자르 2017×겁쟁이 페달」 (2017년)
- Honda Cars 「아버지와 아들 〜STEP WGN SPADA HYBRID」 (2018년)
- 산토리 「남쪽 알프스의 천연수」×『날씨의 아이』 (2019년) - 나레이션
- 소프트 뱅크×『날씨의 아이』 (2019년) - 나레이션
- 롯데 「쿨리쉬」×『날씨의 아이』 (2019년) - 나레이션
- 닛신식품 「컵누들」×『날씨의 아이』 (2019년) - 나레이션
- 바이토루×『날씨의 아이』 (2019년) - 나레이션
- MISAWA HOMES×『날씨의 아이』 (2019년) - 나레이션
- 토에이 버스×『날씨의 아이』 (2019년) - 나레이션

## 성우 활동

### 극장판 애니메이션
- 날씨의 아이 (2019년 7월 19일, 토호) - 모리시마 호다카 역

### 다큐멘터리
- 마지막 강의 -대학총장 데구치 하루아키- (2020년 7월 24일, NHK BS1) - 나레이션

- 1945 히로시마 타임라인 (2020년 8월 3일 ~ 7일, NHK) - 슌 역
- 내일을 지키는 네비 (2022년 5월 8일, NHK) - 나레이션

### 송신드라마
- 후카미 군과 츠키카게 짱 시즌1 (2020년 5월 18일 ~ 22일, Youtube) - 후카미 역

### 라디오드라마
- 타키렌! (2020년 2월 8일, NHK FM) - 사쿠라기 요스케 역
- 아고라69 ~우리들의 노래~ (2021년 4월 5일 ~ 17일, NHK FM) - 나카지마 유다이 역

### 낭독
- 소설 날씨의 아이 오디오북 (2020년 8월 28일, KADOKAWA)
- 갑자기 책 읽기! (2022년 12월 24일 - 25일, 도쿄예술극장)
- 콜 미 바이 유어 네임 (2023년 1월 27일 - 29일, 에비스 더 가든 홀) - 엘리오 역

## 서적

### 캘린더
- 2021년 탁상 캘린더 (2020년 11월 16일, 하고로모)
- 2025년 캘린더 (2024년)

### 사진집
- 다이고 코타로 1st 사진집 (2023년 11월 29일, 코단샤)

## 팬미팅
| 년도   | 제목                                               | 날짜     | 도시   | 장소                      |
| ------ | -------------------------------------------------- | -------- | ------ | ------------------------- |
| 2025년 | 상하이 팬미팅                                      | 8월 2일  | 상하이 | 상하이 대세계 3F 박스극장 |
| 2025년 | 다이고 코타로 Kotaro Daigo - 25th Birthday Event - | 8월 31일 | 도쿄   | AOYAMA GRAND HALL         |